# Dąbrówka (imię)
Dąbrówka – imię żeńskie. Tak nazywano Dobrawę, czeską żonę Mieszka I. Imię pochodzi od dąbrowy – lasu dębowego. W źródłach polskich poświadczone od XII wieku jako Dąbrówka (XIII wiek), Dubrowka (1122 rok) i Dubrawka (1282 - 1286).
Dąbrówka imieniny obchodzi 15 stycznia.